# Ail fumé d'Arleux
L' « Ail fumé d'Arleux » est une indication géographique protégée (IGP) correspondant à une production d'ail rose de printemps, cultivé dans une aire déterminée située dans les départements du Nord et du Pas-de-Calais (France), tressé et fumé de manière traditionnelle. Cette production s'élève à environ 2 300 tonnes, soit 10 % de la production d'ail en France.
Les conditions de production sont fixées dans un cahier des charges, qui prévoit notamment le recours à des variétés d'ail sans hampe florale du type « Ail du Nord » . Après avoir obtenu une protection nationale transitoire en juillet 2010, cette IGP a fait l'objet d'une demande officielle auprès des services de l'Union européenne, publiée le 19 juillet 2012.

## Histoire
La région d'Arleux est une zone humide du Val de Sensée apportant un sol limoneux-argileux avec un maximum de 30 % d'argile nécessaire au développement de l'ail et la tourbe. Le fumage dure sept jours.
L'ail d'Arleux est traditionnellement présenté en tresses de 10 à 90 têtes, tressage indispensable pour suspendre l'ail dans les fumoirs.
Arleux produit 10 % de l'ail français grâce à environ 50 producteurs.
La production d'aulx et d'ognons à Arleux est déjà citée en 1804.

## Zone géographique protégée
Le groupement de producteurs a déposé en 2007 une demande de classement auprès de l'Institut national de l'origine et de la qualité et, en 2013, obtient le label officiel européen d'origine et de qualité Indication géographique protégée,,,.
La zone géographique protégée s'étend sur 62 communes des départements du Nord et du Pas-de-Calais :
- dans le département du Nord : Arleux, Aubencheul-au-Bac, Aubigny-au-Bac, Bruille-lez-Marchiennes: Brunemont, Bugnicourt, Cantin, Courchelettes, Cuincy, Dechy, Écaillon, Erchin, Esquerchin, Estrées, Féchain, Férin Flers-en-Escrebieux, Fressain; Fressies,Gœulzin, Guesnain, Hamel, Haynecourt, Hem-Lenglet Lambres-lez-Douai, Lauwin-Planque, Lécluse, Lewarde, Loffre, Marcq-en-Ostrevent, Marquette-en-Ostrevant, Masny, Monchecourt, Roucourt, Villers-au-Tertre ;
- dans le département du Pas-de-Calais : Baralle, Bellonne, Brebières, Buissy, Cagnicourt, Corbehem, Dury, Écourt-Saint-Quentin, Epinoy, Gouy-sous-Bellonne, Hendecourt-lès-Cagnicourt, Marquion, Noyelles-sous-Bellonne, Oisy-le-Verger, Palluel, Quiéry-la-Motte; Récourt, Riencourt-lès-Cagnicourt, Rumaucourt, Sailly-en-Ostrevent, Sains-lès-Marquion, Sauchy-Cauchy, Sauchy-Lestrée; Saudemont, Tortequesne, Villers-lès-Cagnicourt, Vitry-en-Artois.

## Soupe à l'ail d'Arleux

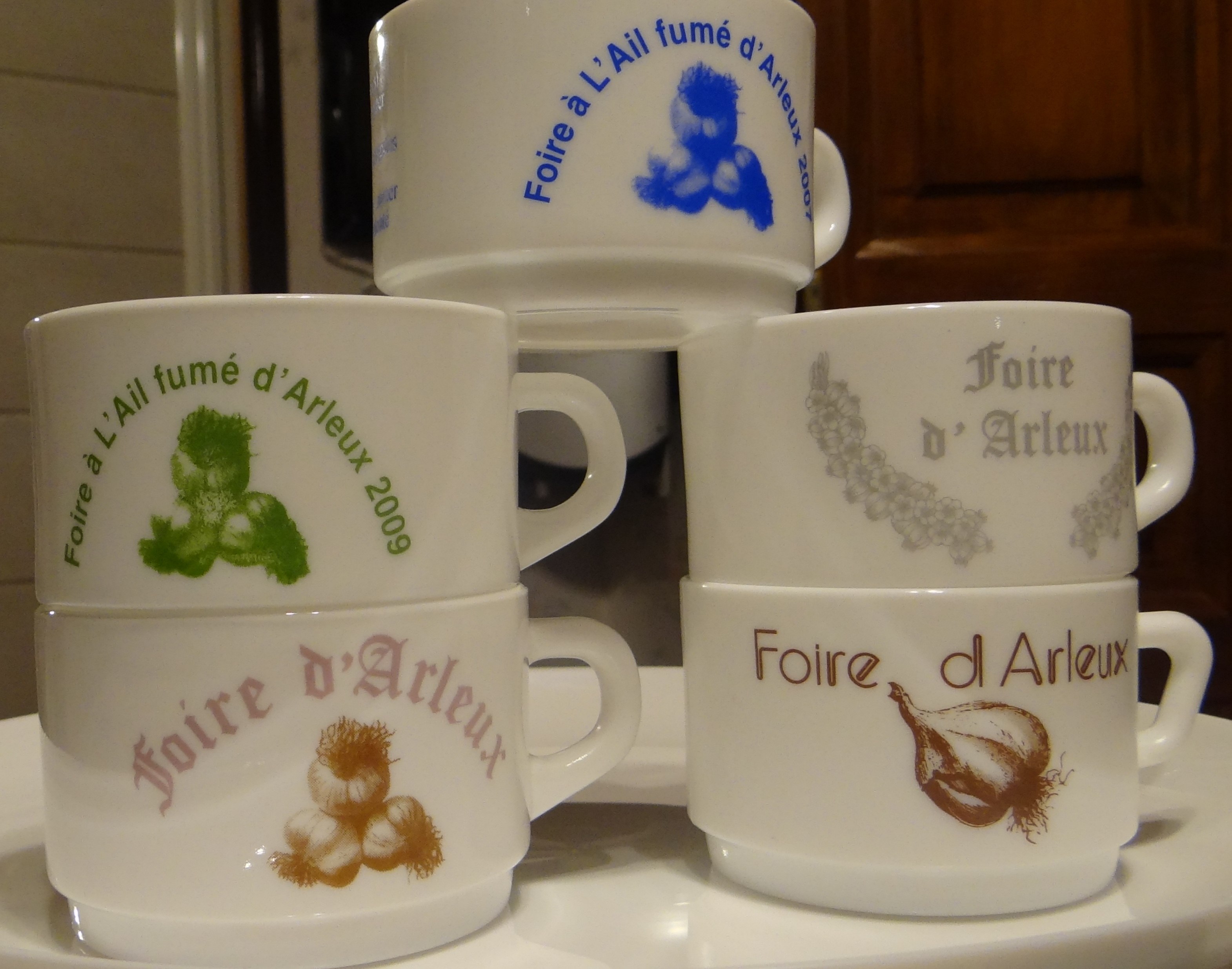
Bols à soupe à l'ail de la foire d'Arleux.

La recette traditionnelle se fait à partir de 2 litres d'eau, 100 grammes d'ail, 500 grammes de pommes de terre épluchées et mises en cubes ; 2 carottes râpées, thym, sel, poivre et 40 minutes de cuisson avant mixage, accompagnement de beurre ou crème ou gratinage.

## Foire à l'ail
La foire à l'ail se déroule depuis 1962 le premier week-end de septembre. Elle réunit une vingtaine de producteurs au lieu de 130 dans les années 1980.
Les géants Grind' Batiche et Henriette la Porteuse d'Ail sont sortis à cette occasion.